# بادروددوزا چودری
ابوالقاسم محمد بدرالدجی چودری (انگلیسی: A. Q. M. Badruddoza Chowdhury؛ ‏۱۱ اکتبر ۱۹۳۰ – ۵ اکتبر ۲۰۲۴) سیاستمدار اهل بنگلادش بود. وی از ۱۴ نوامبر ۲۰۰۱ تا ۲۱ ژوئن ۲۰۰۲ رئیس‌جمهور بنگلادش بود.
بادروددوزا چودری در ۵ اکتبر ۲۰۲۴، در سن ۹۳ سالگی بر اثر عفونت ریه درگذشت.